# Mantispa negusa
Mantispa negusa is een insect uit de familie van de Mantispidae, die tot de orde netvleugeligen (Neuroptera) behoort. 
Mantispa negusa is voor het eerst wetenschappelijk beschreven door Navás in 1914.